# Tour de Slovaquie 2018
Le Tour de Slovaquie 2018 est la 62e édition de cette course cycliste sur route par étapes masculine. Il a lieu du 12 au 16 septembre 2018 entre Poprad et Galanta, en Slovaquie. Le parcours consiste en un prologue et quatre étapes en ligne sur une distance totale de 695,5 kilomètres.
La course fait partie du circuit UCI Europe Tour 2018 dans la catégorie 2.1.

## Présentation

### Équipes
Classé en catégorie 2.1 de l'UCI Europe Tour, le Tour de Slovaquie est par conséquent ouvert aux WorldTeams dans la limite de 50 % des équipes participantes, aux équipes continentales professionnelles, aux équipes continentales et aux équipes nationales.
21 équipes participent à ce Tour de Slovaquie - 2 WorldTeams, 5 équipes continentales professionnelles, 11 équipes continentales et 3 équipes nationales :
| WorldTeams (2)- Bora-Hansgrohe - Quick-Step Floors Équipes continentales professionnelles (5)- Bardiani CSF - CCC Sprandi Polkowice - Cofidis, Solutions Crédits - Gazprom-RusVelo - Roompot-Nederlandse Loterij Équipes continentales (11)- Adria Mobil - Apple Team - Dukla Banská Bystrica - Elkov-Author - Kőbánya Cycling Team - Pannon - Riwal CeramicSpeed - Hurom - Team Novak - Uno-X Norwegian Development - WSA-Pushbikers Équipes nationales (3)- Allemagne - Belgique - Slovaquie |
| |

## Étapes
Le Tour de Slovaquie est constitué d'un prologue et de quatre étapes en ligne.
| Étape     | Date     | Villes étapes                  | type                      | Distance (km) | Vainqueur d'étape  | Leader du classement général |
| --------- | -------- | ------------------------------ | ------------------------- | ------------- | ------------------ | ---------------------------- |
| Prologue  | 12 sept. | Poprad – Poprad                | prologue                  | 1,6           | Bob Jungels        | Bob Jungels                  |
| 1re étape | 13 sept. | Poprad – Štrbské pleso         | étape de moyenne montagne | 164,4         | Julian Alaphilippe | Julian Alaphilippe           |
| 2e étape  | 14 sept. | Ružomberok – Dubnica nad Váhom | étape vallonnée           | 191,7         | Rüdiger Selig      | Julian Alaphilippe           |
| 3e étape  | 15 sept. | Dubnica nad Váhom – Nitra      | étape vallonnée           | 180,6         | Matteo Pelucchi    | Julian Alaphilippe           |
| 4e étape  | 16 sept. | Nitra – Galanta                | étape de plaine           | 157,2         | Fabio Jakobsen     | Julian Alaphilippe           |

## Déroulement de la course

### Prologue
| \| Classement de l'étape \| Classement de l'étape \| Classement de l'étape \| Classement de l'étape \| Classement de l'étape \| \| Coureur \| Coureur \| Pays \| Équipe \| Temps \| \| --------------------- \| --------------------- \| --------------------- \| -------------------------- \| --------------------- \| \| 1er \| Bob Jungels \| Luxembourg \| Quick-Step Floors \| 2 min 02 s \| \| 2e \| Yves Lampaert \| Belgique \| Quick-Step Floors \| + 0 s \| \| 3e \| Christophe Laporte \| France \| Cofidis, Solutions Crédits \| + 0 s \| \| 4e \| Julian Alaphilippe \| France \| Quick-Step Floors \| + 1 s \| \| 5e \| Fabio Jakobsen \| Pays-Bas \| Quick-Step Floors \| + 2 s \| \| 6e \| Jan Tratnik \| Slovénie \| CCC Sprandi Polkowice \| + 2 s \| \| 7e \| Kamil Gradek \| Pologne \| CCC Sprandi Polkowice \| + 2 s \| \| 8e \| Niki Terpstra \| Pays-Bas \| Quick-Step Floors \| + 2 s \| \| 9e \| Dušan Rajović \| Serbie \| Adria Mobil \| + 3 s \| \| 10e \| Johannes Schinnagel \| Allemagne \| Bora-Hansgrohe \| + 3 s \| |                     |            |                            |            |
| |                     |            |                            |            |
| Source : ProCyclingStats |                     |            |                            |            |
| Classement de l'étape |                     |            |                            |            |
| Coureur | Coureur             | Pays       | Équipe                     | Temps      |
| 1er | Bob Jungels         | Luxembourg | Quick-Step Floors          | 2 min 02 s |
| 2e | Yves Lampaert       | Belgique   | Quick-Step Floors          | + 0 s      |
| 3e | Christophe Laporte  | France     | Cofidis, Solutions Crédits | + 0 s      |
| 4e | Julian Alaphilippe  | France     | Quick-Step Floors          | + 1 s      |
| 5e | Fabio Jakobsen      | Pays-Bas   | Quick-Step Floors          | + 2 s      |
| 6e | Jan Tratnik         | Slovénie   | CCC Sprandi Polkowice      | + 2 s      |
| 7e | Kamil Gradek        | Pologne    | CCC Sprandi Polkowice      | + 2 s      |
| 8e | Niki Terpstra       | Pays-Bas   | Quick-Step Floors          | + 2 s      |
| 9e | Dušan Rajović       | Serbie     | Adria Mobil                | + 3 s      |
| 10e | Johannes Schinnagel | Allemagne  | Bora-Hansgrohe             | + 3 s      |

| \| Classement général \| Classement général \| Classement général \| Classement général \| Classement général \| \| Coureur \| Coureur \| Pays \| Équipe \| Temps \| \| ------------------ \| ------------------- \| ------------------ \| -------------------------- \| ------------------ \| \| 1er \| Bob Jungels \| Luxembourg \| Quick-Step Floors \| 2 min 02 s \| \| 2e \| Yves Lampaert \| Belgique \| Quick-Step Floors \| + 0 s \| \| 3e \| Christophe Laporte \| France \| Cofidis, Solutions Crédits \| + 0 s \| \| 4e \| Julian Alaphilippe \| France \| Quick-Step Floors \| + 1 s \| \| 5e \| Fabio Jakobsen \| Pays-Bas \| Quick-Step Floors \| + 2 s \| \| 6e \| Jan Tratnik \| Slovénie \| CCC Sprandi Polkowice \| + 2 s \| \| 7e \| Kamil Gradek \| Pologne \| CCC Sprandi Polkowice \| + 2 s \| \| 8e \| Niki Terpstra \| Pays-Bas \| Quick-Step Floors \| + 2 s \| \| 9e \| Dušan Rajović \| Serbie \| Adria Mobil \| + 3 s \| \| 10e \| Johannes Schinnagel \| Allemagne \| Bora-Hansgrohe \| + 3 s \| |                     |            |                            |            |
| |                     |            |                            |            |
| Source : ProCyclingStats |                     |            |                            |            |
| Classement général |                     |            |                            |            |
| Coureur | Coureur             | Pays       | Équipe                     | Temps      |
| 1er | Bob Jungels         | Luxembourg | Quick-Step Floors          | 2 min 02 s |
| 2e | Yves Lampaert       | Belgique   | Quick-Step Floors          | + 0 s      |
| 3e | Christophe Laporte  | France     | Cofidis, Solutions Crédits | + 0 s      |
| 4e | Julian Alaphilippe  | France     | Quick-Step Floors          | + 1 s      |
| 5e | Fabio Jakobsen      | Pays-Bas   | Quick-Step Floors          | + 2 s      |
| 6e | Jan Tratnik         | Slovénie   | CCC Sprandi Polkowice      | + 2 s      |
| 7e | Kamil Gradek        | Pologne    | CCC Sprandi Polkowice      | + 2 s      |
| 8e | Niki Terpstra       | Pays-Bas   | Quick-Step Floors          | + 2 s      |
| 9e | Dušan Rajović       | Serbie     | Adria Mobil                | + 3 s      |
| 10e | Johannes Schinnagel | Allemagne  | Bora-Hansgrohe             | + 3 s      |

### 1reétape
| \| Classement de l'étape \| Classement de l'étape \| Classement de l'étape \| Classement de l'étape \| Classement de l'étape \| \| Coureur \| Coureur \| Pays \| Équipe \| Temps \| \| --------------------- \| --------------------- \| --------------------- \| --------------------------- \| --------------------- \| \| 1er \| Julian Alaphilippe \| France \| Quick-Step Floors \| 4 h 14 min 40 s \| \| 2e \| Ben Hermans \| Belgique \| Belgique \| + 0 s \| \| 3e \| Attila Valter \| Hongrie \| Pannon \| + 0 s \| \| 4e \| Jan Tratnik \| Slovénie \| CCC Sprandi Polkowice \| + 0 s \| \| 5e \| Pieter Weening \| Pays-Bas \| Roompot-Nederlandse Loterij \| + 2 s \| \| 6e \| Ildar Arslanov \| Russie \| Gazprom-RusVelo \| + 4 s \| \| 7e \| Cesare Benedetti \| Italie \| Bora-Hansgrohe \| + 4 s \| \| 8e \| Nick van der Lijke \| Pays-Bas \| Roompot-Nederlandse Loterij \| + 5 s \| \| 9e \| Radoslav Rogina \| Croatie \| Adria Mobil \| + 5 s \| \| 10e \| Tobias Foss \| Norvège \| Uno-X Norwegian Development \| + 5 s \| |                    |          |                             |                 |
| |                    |          |                             |                 |
| Source : ProCyclingStats |                    |          |                             |                 |
| Classement de l'étape |                    |          |                             |                 |
| Coureur | Coureur            | Pays     | Équipe                      | Temps           |
| 1er | Julian Alaphilippe | France   | Quick-Step Floors           | 4 h 14 min 40 s |
| 2e | Ben Hermans        | Belgique | Belgique                    | + 0 s           |
| 3e | Attila Valter      | Hongrie  | Pannon                      | + 0 s           |
| 4e | Jan Tratnik        | Slovénie | CCC Sprandi Polkowice       | + 0 s           |
| 5e | Pieter Weening     | Pays-Bas | Roompot-Nederlandse Loterij | + 2 s           |
| 6e | Ildar Arslanov     | Russie   | Gazprom-RusVelo             | + 4 s           |
| 7e | Cesare Benedetti   | Italie   | Bora-Hansgrohe              | + 4 s           |
| 8e | Nick van der Lijke | Pays-Bas | Roompot-Nederlandse Loterij | + 5 s           |
| 9e | Radoslav Rogina    | Croatie  | Adria Mobil                 | + 5 s           |
| 10e | Tobias Foss        | Norvège  | Uno-X Norwegian Development | + 5 s           |

| \| Classement général \| Classement général \| Classement général \| Classement général \| Classement général \| \| Coureur \| Coureur \| Pays \| Équipe \| Temps \| \| ------------------ \| ------------------ \| ------------------ \| --------------------------- \| ------------------ \| \| 1er \| Julian Alaphilippe \| France \| Quick-Step Floors \| 4 h 16 min 33 s \| \| 2e \| Jan Tratnik \| Slovénie \| CCC Sprandi Polkowice \| + 11 s \| \| 3e \| Attila Valter \| Hongrie \| Pannon \| + 15 s \| \| 4e \| Ben Hermans \| Belgique \| Belgique \| + 15 s \| \| 5e \| Josef Černý \| Tchéquie \| Elkov-Author \| + 19 s \| \| 6e \| Tobias Foss \| Norvège \| Uno-X Norwegian Development \| + 20 s \| \| 7e \| Cesare Benedetti \| Italie \| Bora-Hansgrohe \| + 20 s \| \| 8e \| Steff Cras \| Belgique \| Belgique \| + 20 s \| \| 9e \| Pieter Weening \| Pays-Bas \| Roompot-Nederlandse Loterij \| + 20 s \| \| 10e \| Ildar Arslanov \| Russie \| Gazprom-RusVelo \| + 24 s \| |                    |          |                             |                 |
| |                    |          |                             |                 |
| Source : ProCyclingStats |                    |          |                             |                 |
| Classement général |                    |          |                             |                 |
| Coureur | Coureur            | Pays     | Équipe                      | Temps           |
| 1er | Julian Alaphilippe | France   | Quick-Step Floors           | 4 h 16 min 33 s |
| 2e | Jan Tratnik        | Slovénie | CCC Sprandi Polkowice       | + 11 s          |
| 3e | Attila Valter      | Hongrie  | Pannon                      | + 15 s          |
| 4e | Ben Hermans        | Belgique | Belgique                    | + 15 s          |
| 5e | Josef Černý        | Tchéquie | Elkov-Author                | + 19 s          |
| 6e | Tobias Foss        | Norvège  | Uno-X Norwegian Development | + 20 s          |
| 7e | Cesare Benedetti   | Italie   | Bora-Hansgrohe              | + 20 s          |
| 8e | Steff Cras         | Belgique | Belgique                    | + 20 s          |
| 9e | Pieter Weening     | Pays-Bas | Roompot-Nederlandse Loterij | + 20 s          |
| 10e | Ildar Arslanov     | Russie   | Gazprom-RusVelo             | + 24 s          |

### 2eétape
| \| Classement de l'étape \| Classement de l'étape \| Classement de l'étape \| Classement de l'étape \| Classement de l'étape \| \| Coureur \| Coureur \| Pays \| Équipe \| Temps \| \| --------------------- \| --------------------- \| --------------------- \| --------------------------- \| --------------------- \| \| 1er \| Rüdiger Selig \| Allemagne \| Bora-Hansgrohe \| 4 h 32 min 32 s \| \| 2e \| Yves Lampaert \| Belgique \| Quick-Step Floors \| + 0 s \| \| 3e \| Zdeněk Štybar \| Tchéquie \| Quick-Step Floors \| + 0 s \| \| 4e \| Cesare Benedetti \| Italie \| Bora-Hansgrohe \| + 2 s \| \| 5e \| Julian Alaphilippe \| France \| Quick-Step Floors \| + 2 s \| \| 6e \| Ben Hermans \| Belgique \| Belgique \| + 10 s \| \| 7e \| Michael Bresciani \| Italie \| Bardiani CSF \| + 10 s \| \| 8e \| Nick van der Lijke \| Pays-Bas \| Roompot-Nederlandse Loterij \| + 10 s \| \| 9e \| Niki Terpstra \| Pays-Bas \| Quick-Step Floors \| + 10 s \| \| 10e \| Adrian Kurek \| Pologne \| CCC Sprandi Polkowice \| + 10 s \| |                    |           |                             |                 |
| |                    |           |                             |                 |
| Source : ProCyclingStats |                    |           |                             |                 |
| Classement de l'étape |                    |           |                             |                 |
| Coureur | Coureur            | Pays      | Équipe                      | Temps           |
| 1er | Rüdiger Selig      | Allemagne | Bora-Hansgrohe              | 4 h 32 min 32 s |
| 2e | Yves Lampaert      | Belgique  | Quick-Step Floors           | + 0 s           |
| 3e | Zdeněk Štybar      | Tchéquie  | Quick-Step Floors           | + 0 s           |
| 4e | Cesare Benedetti   | Italie    | Bora-Hansgrohe              | + 2 s           |
| 5e | Julian Alaphilippe | France    | Quick-Step Floors           | + 2 s           |
| 6e | Ben Hermans        | Belgique  | Belgique                    | + 10 s          |
| 7e | Michael Bresciani  | Italie    | Bardiani CSF                | + 10 s          |
| 8e | Nick van der Lijke | Pays-Bas  | Roompot-Nederlandse Loterij | + 10 s          |
| 9e | Niki Terpstra      | Pays-Bas  | Quick-Step Floors           | + 10 s          |
| 10e | Adrian Kurek       | Pologne   | CCC Sprandi Polkowice       | + 10 s          |

| \| Classement général \| Classement général \| Classement général \| Classement général \| Classement général \| \| Coureur \| Coureur \| Pays \| Équipe \| Temps \| \| ------------------ \| ------------------ \| ------------------ \| --------------------------- \| ------------------ \| \| 1er \| Julian Alaphilippe \| France \| Quick-Step Floors \| 8 h 49 min 04 s \| \| 2e \| Jan Tratnik \| Slovénie \| CCC Sprandi Polkowice \| + 16 s \| \| 3e \| Cesare Benedetti \| Italie \| Bora-Hansgrohe \| + 22 s \| \| 4e \| Ben Hermans \| Belgique \| Belgique \| + 26 s \| \| 5e \| Josef Černý \| Tchéquie \| Elkov-Author \| + 28 s \| \| 6e \| Tobias Foss \| Norvège \| Uno-X Norwegian Development \| + 31 s \| \| 7e \| Steff Cras \| Belgique \| Belgique \| + 31 s \| \| 8e \| Pieter Weening \| Pays-Bas \| Roompot-Nederlandse Loterij \| + 31 s \| \| 9e \| Nick van der Lijke \| Pays-Bas \| Roompot-Nederlandse Loterij \| + 34 s \| \| 10e \| Ildar Arslanov \| Russie \| Gazprom-RusVelo \| + 35 s \| |                    |          |                             |                 |
| |                    |          |                             |                 |
| Source : ProCyclingStats |                    |          |                             |                 |
| Classement général |                    |          |                             |                 |
| Coureur | Coureur            | Pays     | Équipe                      | Temps           |
| 1er | Julian Alaphilippe | France   | Quick-Step Floors           | 8 h 49 min 04 s |
| 2e | Jan Tratnik        | Slovénie | CCC Sprandi Polkowice       | + 16 s          |
| 3e | Cesare Benedetti   | Italie   | Bora-Hansgrohe              | + 22 s          |
| 4e | Ben Hermans        | Belgique | Belgique                    | + 26 s          |
| 5e | Josef Černý        | Tchéquie | Elkov-Author                | + 28 s          |
| 6e | Tobias Foss        | Norvège  | Uno-X Norwegian Development | + 31 s          |
| 7e | Steff Cras         | Belgique | Belgique                    | + 31 s          |
| 8e | Pieter Weening     | Pays-Bas | Roompot-Nederlandse Loterij | + 31 s          |
| 9e | Nick van der Lijke | Pays-Bas | Roompot-Nederlandse Loterij | + 34 s          |
| 10e | Ildar Arslanov     | Russie   | Gazprom-RusVelo             | + 35 s          |

### 3eétape
| \| Classement de l'étape \| Classement de l'étape \| Classement de l'étape \| Classement de l'étape \| Classement de l'étape \| \| Coureur \| Coureur \| Pays \| Équipe \| Temps \| \| --------------------- \| --------------------- \| --------------------- \| -------------------------- \| --------------------- \| \| 1er \| Matteo Pelucchi \| Italie \| Bora-Hansgrohe \| 4 h 22 min 11 s \| \| 2e \| Fabio Jakobsen \| Pays-Bas \| Quick-Step Floors \| + 0 s \| \| 3e \| Yves Lampaert \| Belgique \| Quick-Step Floors \| + 0 s \| \| 4e \| Christophe Laporte \| France \| Cofidis, Solutions Crédits \| + 0 s \| \| 5e \| Rüdiger Selig \| Allemagne \| Bora-Hansgrohe \| + 0 s \| \| 6e \| Szymon Sajnok \| Pologne \| CCC Sprandi Polkowice \| + 0 s \| \| 7e \| Dušan Rajović \| Serbie \| Adria Mobil \| + 0 s \| \| 8e \| Michael Bresciani \| Italie \| Bardiani CSF \| + 0 s \| \| 9e \| Marco Maronese \| Italie \| Bardiani CSF \| + 0 s \| \| 10e \| Ahmed Galdoune \| Maroc \| Kőbánya Cycling Team \| + 0 s \| |                    |           |                            |                 |
| |                    |           |                            |                 |
| Source : ProCyclingStats |                    |           |                            |                 |
| Classement de l'étape |                    |           |                            |                 |
| Coureur | Coureur            | Pays      | Équipe                     | Temps           |
| 1er | Matteo Pelucchi    | Italie    | Bora-Hansgrohe             | 4 h 22 min 11 s |
| 2e | Fabio Jakobsen     | Pays-Bas  | Quick-Step Floors          | + 0 s           |
| 3e | Yves Lampaert      | Belgique  | Quick-Step Floors          | + 0 s           |
| 4e | Christophe Laporte | France    | Cofidis, Solutions Crédits | + 0 s           |
| 5e | Rüdiger Selig      | Allemagne | Bora-Hansgrohe             | + 0 s           |
| 6e | Szymon Sajnok      | Pologne   | CCC Sprandi Polkowice      | + 0 s           |
| 7e | Dušan Rajović      | Serbie    | Adria Mobil                | + 0 s           |
| 8e | Michael Bresciani  | Italie    | Bardiani CSF               | + 0 s           |
| 9e | Marco Maronese     | Italie    | Bardiani CSF               | + 0 s           |
| 10e | Ahmed Galdoune     | Maroc     | Kőbánya Cycling Team       | + 0 s           |

| \| Classement général \| Classement général \| Classement général \| Classement général \| Classement général \| \| Coureur \| Coureur \| Pays \| Équipe \| Temps \| \| ------------------ \| ------------------ \| ------------------ \| --------------------------- \| ------------------ \| \| 1er \| Julian Alaphilippe \| France \| Quick-Step Floors \| 13 h 11 min 15 s \| \| 2e \| Jan Tratnik \| Slovénie \| CCC Sprandi Polkowice \| + 16 s \| \| 3e \| Cesare Benedetti \| Italie \| Bora-Hansgrohe \| + 22 s \| \| 4e \| Ben Hermans \| Belgique \| Belgique \| + 26 s \| \| 5e \| Josef Černý \| Tchéquie \| Elkov-Author \| + 28 s \| \| 6e \| Tobias Foss \| Norvège \| Uno-X Norwegian Development \| + 31 s \| \| 7e \| Steff Cras \| Belgique \| Belgique \| + 31 s \| \| 8e \| Pieter Weening \| Pays-Bas \| Roompot-Nederlandse Loterij \| + 31 s \| \| 9e \| Nick van der Lijke \| Pays-Bas \| Roompot-Nederlandse Loterij \| + 34 s \| \| 10e \| Ildar Arslanov \| Russie \| Gazprom-RusVelo \| + 35 s \| |                    |          |                             |                  |
| |                    |          |                             |                  |
| Source : ProCyclingStats |                    |          |                             |                  |
| Classement général |                    |          |                             |                  |
| Coureur | Coureur            | Pays     | Équipe                      | Temps            |
| 1er | Julian Alaphilippe | France   | Quick-Step Floors           | 13 h 11 min 15 s |
| 2e | Jan Tratnik        | Slovénie | CCC Sprandi Polkowice       | + 16 s           |
| 3e | Cesare Benedetti   | Italie   | Bora-Hansgrohe              | + 22 s           |
| 4e | Ben Hermans        | Belgique | Belgique                    | + 26 s           |
| 5e | Josef Černý        | Tchéquie | Elkov-Author                | + 28 s           |
| 6e | Tobias Foss        | Norvège  | Uno-X Norwegian Development | + 31 s           |
| 7e | Steff Cras         | Belgique | Belgique                    | + 31 s           |
| 8e | Pieter Weening     | Pays-Bas | Roompot-Nederlandse Loterij | + 31 s           |
| 9e | Nick van der Lijke | Pays-Bas | Roompot-Nederlandse Loterij | + 34 s           |
| 10e | Ildar Arslanov     | Russie   | Gazprom-RusVelo             | + 35 s           |

### 4eétape
| \| Classement de l'étape \| Classement de l'étape \| Classement de l'étape \| Classement de l'étape \| Classement de l'étape \| \| Coureur \| Coureur \| Pays \| Équipe \| Temps \| \| --------------------- \| --------------------- \| --------------------- \| -------------------------- \| --------------------- \| \| 1er \| Fabio Jakobsen \| Pays-Bas \| Quick-Step Floors \| 3 h 21 min 53 s \| \| 2e \| Matteo Pelucchi \| Italie \| Bora-Hansgrohe \| + 0 s \| \| 3e \| Christophe Laporte \| France \| Cofidis, Solutions Crédits \| + 0 s \| \| 4e \| Sebastian Lander \| Danemark \| Riwal CeramicSpeed \| + 0 s \| \| 5e \| Marco Maronese \| Italie \| Bardiani CSF \| + 0 s \| \| 6e \| Cesare Benedetti \| Italie \| Bora-Hansgrohe \| + 0 s \| \| 7e \| Michael Bresciani \| Italie \| Bardiani CSF \| + 0 s \| \| 8e \| Ahmed Galdoune \| Maroc \| Kőbánya Cycling Team \| + 0 s \| \| 9e \| Dušan Rajović \| Serbie \| Adria Mobil \| + 0 s \| \| 10e \| Mirco Maestri \| Italie \| Bardiani CSF \| + 0 s \| |                    |          |                            |                 |
| |                    |          |                            |                 |
| Source : ProCyclingStats |                    |          |                            |                 |
| Classement de l'étape |                    |          |                            |                 |
| Coureur | Coureur            | Pays     | Équipe                     | Temps           |
| 1er | Fabio Jakobsen     | Pays-Bas | Quick-Step Floors          | 3 h 21 min 53 s |
| 2e | Matteo Pelucchi    | Italie   | Bora-Hansgrohe             | + 0 s           |
| 3e | Christophe Laporte | France   | Cofidis, Solutions Crédits | + 0 s           |
| 4e | Sebastian Lander   | Danemark | Riwal CeramicSpeed         | + 0 s           |
| 5e | Marco Maronese     | Italie   | Bardiani CSF               | + 0 s           |
| 6e | Cesare Benedetti   | Italie   | Bora-Hansgrohe             | + 0 s           |
| 7e | Michael Bresciani  | Italie   | Bardiani CSF               | + 0 s           |
| 8e | Ahmed Galdoune     | Maroc    | Kőbánya Cycling Team       | + 0 s           |
| 9e | Dušan Rajović      | Serbie   | Adria Mobil                | + 0 s           |
| 10e | Mirco Maestri      | Italie   | Bardiani CSF               | + 0 s           |

## Classements finals

### Classement général
| \| Classement général \| Classement général \| Classement général \| Classement général \| Classement général \| \| Coureur \| Coureur \| Pays \| Équipe \| Temps \| \| ------------------ \| ------------------ \| ------------------ \| --------------------------- \| ------------------ \| \| 1er \| Julian Alaphilippe \| France \| Quick-Step Floors \| 16 h 33 min 08 s \| \| 2e \| Jan Tratnik \| Slovénie \| CCC Sprandi Polkowice \| + 16 s \| \| 3e \| Cesare Benedetti \| Italie \| Bora-Hansgrohe \| + 22 s \| \| 4e \| Ben Hermans \| Belgique \| Israel Cycling Academy \| + 26 s \| \| 5e \| Josef Černý \| Tchéquie \| Elkov-Author \| + 28 s \| \| 6e \| Tobias Foss \| Norvège \| Uno-X Norwegian Development \| + 31 s \| \| 7e \| Steff Cras \| Belgique \| Katusha-Alpecin \| + 31 s \| \| 8e \| Pieter Weening \| Pays-Bas \| Roompot-Nederlandse Loterij \| + 31 s \| \| 9e \| Nick van der Lijke \| Pays-Bas \| Roompot-Nederlandse Loterij \| + 34 s \| \| 10e \| Łukasz Owsian \| Pologne \| CCC Sprandi Polkowice \| + 36 s \| |                    |          |                             |                  |
| |                    |          |                             |                  |
| Source : ProCyclingStats |                    |          |                             |                  |
| Classement général |                    |          |                             |                  |
| Coureur | Coureur            | Pays     | Équipe                      | Temps            |
| 1er | Julian Alaphilippe | France   | Quick-Step Floors           | 16 h 33 min 08 s |
| 2e | Jan Tratnik        | Slovénie | CCC Sprandi Polkowice       | + 16 s           |
| 3e | Cesare Benedetti   | Italie   | Bora-Hansgrohe              | + 22 s           |
| 4e | Ben Hermans        | Belgique | Israel Cycling Academy      | + 26 s           |
| 5e | Josef Černý        | Tchéquie | Elkov-Author                | + 28 s           |
| 6e | Tobias Foss        | Norvège  | Uno-X Norwegian Development | + 31 s           |
| 7e | Steff Cras         | Belgique | Katusha-Alpecin             | + 31 s           |
| 8e | Pieter Weening     | Pays-Bas | Roompot-Nederlandse Loterij | + 31 s           |
| 9e | Nick van der Lijke | Pays-Bas | Roompot-Nederlandse Loterij | + 34 s           |
| 10e | Łukasz Owsian      | Pologne  | CCC Sprandi Polkowice       | + 36 s           |

### Classements annexes
| Classement par points | Classement par points | Classement par points | Classement par points      | Classement par points |
| Coureur               | Coureur               | Pays                  | Équipe                     | Points                |
| --------------------- | --------------------- | --------------------- | -------------------------- | --------------------- |
| 1er                   | Martin Haring         | Slovaquie             | Dukla Banská Bystrica      | 56 pts                |
| 2e                    | Matteo Pelucchi       | Italie                | Bora-Hansgrohe             | 35 pts                |
| 3e                    | Fabio Jakobsen        | Pays-Bas              | Quick-Step Floors          | 35 pts                |
| 4e                    | Yves Lampaert         | Belgique              | Quick-Step Floors          | 32 pts                |
| 5e                    | Julian Alaphilippe    | France                | Quick-Step Floors          | 30 pts                |
| 6e                    | Rüdiger Selig         | Allemagne             | Bora-Hansgrohe             | 28 pts                |
| 7e                    | Jan Tratnik           | Slovénie              | CCC Sprandi Polkowice      | 25 pts                |
| 8e                    | Cesare Benedetti      | Italie                | Bora-Hansgrohe             | 23 pts                |
| 9e                    | Christophe Laporte    | France                | Cofidis, Solutions Crédits | 22 pts                |
| 10e                   | Zdeněk Štybar         | Tchéquie              | Quick-Step Floors          | 17 pts                |

| Classement par points | Classement par points | Classement par points | Classement par points      | Classement par points |
| Coureur               | Coureur               | Pays                  | Équipe                     | Points                |
| --------------------- | --------------------- | --------------------- | -------------------------- | --------------------- |
| 1er                   | Martin Haring         | Slovaquie             | Dukla Banská Bystrica      | 56 pts                |
| 2e                    | Matteo Pelucchi       | Italie                | Bora-Hansgrohe             | 35 pts                |
| 3e                    | Fabio Jakobsen        | Pays-Bas              | Quick-Step Floors          | 35 pts                |
| 4e                    | Yves Lampaert         | Belgique              | Quick-Step Floors          | 32 pts                |
| 5e                    | Julian Alaphilippe    | France                | Quick-Step Floors          | 30 pts                |
| 6e                    | Rüdiger Selig         | Allemagne             | Bora-Hansgrohe             | 28 pts                |
| 7e                    | Jan Tratnik           | Slovénie              | CCC Sprandi Polkowice      | 25 pts                |
| 8e                    | Cesare Benedetti      | Italie                | Bora-Hansgrohe             | 23 pts                |
| 9e                    | Christophe Laporte    | France                | Cofidis, Solutions Crédits | 22 pts                |
| 10e                   | Zdeněk Štybar         | Tchéquie              | Quick-Step Floors          | 17 pts                |

| Classement de la montagne | Classement de la montagne | Classement de la montagne | Classement de la montagne | Classement de la montagne |
| Coureur                   | Coureur                   | Pays                      | Équipe                    | Points                    |
| ------------------------- | ------------------------- | ------------------------- | ------------------------- | ------------------------- |
| 1er                       | Giulio Ciccone            | Italie                    | Bardiani CSF              | 87 pts                    |
| 2e                        | Martin Haring             | Slovaquie                 | Dukla Banská Bystrica     | 41 pts                    |
| 3e                        | Patrik Tybor              | Slovaquie                 | Dukla Banská Bystrica     | 30 pts                    |
| 4e                        | Vitaliy Buts              | Ukraine                   | Team Hurom                | 22 pts                    |
| 5e                        | Jan Bárta                 | Tchéquie                  | Elkov-Author              | 21 pts                    |
| 6e                        | Aleksandr Vlasov          | Russie                    | Gazprom-RusVelo           | 17 pts                    |
| 7e                        | Ben Hermans               | Belgique                  | Israel Cycling Academy    | 16 pts                    |
| 8e                        | Niki Terpstra             | Pays-Bas                  | Quick-Step Floors         | 15 pts                    |
| 9e                        | Umberto Orsini            | Italie                    | Bardiani CSF              | 15 pts                    |
| 10e                       | Emanuel Piaskowy          | Pologne                   | Team Hurom                | 12 pts                    |

| Classement de la montagne | Classement de la montagne | Classement de la montagne | Classement de la montagne | Classement de la montagne |
| Coureur                   | Coureur                   | Pays                      | Équipe                    | Points                    |
| ------------------------- | ------------------------- | ------------------------- | ------------------------- | ------------------------- |
| 1er                       | Giulio Ciccone            | Italie                    | Bardiani CSF              | 87 pts                    |
| 2e                        | Martin Haring             | Slovaquie                 | Dukla Banská Bystrica     | 41 pts                    |
| 3e                        | Patrik Tybor              | Slovaquie                 | Dukla Banská Bystrica     | 30 pts                    |
| 4e                        | Vitaliy Buts              | Ukraine                   | Team Hurom                | 22 pts                    |
| 5e                        | Jan Bárta                 | Tchéquie                  | Elkov-Author              | 21 pts                    |
| 6e                        | Aleksandr Vlasov          | Russie                    | Gazprom-RusVelo           | 17 pts                    |
| 7e                        | Ben Hermans               | Belgique                  | Israel Cycling Academy    | 16 pts                    |
| 8e                        | Niki Terpstra             | Pays-Bas                  | Quick-Step Floors         | 15 pts                    |
| 9e                        | Umberto Orsini            | Italie                    | Bardiani CSF              | 15 pts                    |
| 10e                       | Emanuel Piaskowy          | Pologne                   | Team Hurom                | 12 pts                    |

| Classement du meilleur jeune | Classement du meilleur jeune | Classement du meilleur jeune | Classement du meilleur jeune | Classement du meilleur jeune |
| Coureur                      | Coureur                      | Pays                         | Équipe                       | Temps                        |
| ---------------------------- | ---------------------------- | ---------------------------- | ---------------------------- | ---------------------------- |
| 1er                          | Tobias Foss                  | Norvège                      | Uno-X Norwegian Development  | 16 h 33 min 39 s             |
| 2e                           | Steff Cras                   | Belgique                     | Belgique                     | + 0 s                        |
| 3e                           | Attila Valter                | Hongrie                      | Pannon                       | + 15 s                       |
| 4e                           | Andreas Leknessund           | Norvège                      | Uno-X Norwegian Development  | + 29 s                       |
| 5e                           | Viktor Verschaeve            | Belgique                     | Belgique                     | + 39 s                       |
| 6e                           | Kevin Inkelaar               | Pays-Bas                     | Roompot-Nederlandse Loterij  | + 42 s                       |
| 7e                           | Márton Dina                  | Hongrie                      | Pannon                       | + 48 s                       |
| 8e                           | Aleksandr Vlasov             | Russie                       | Gazprom-RusVelo              | + 52 s                       |
| 9e                           | Jonas Rutsch                 | Allemagne                    | Allemagne                    | + 1 min 50 s                 |
| 10e                          | Johannes Schinnagel          | Allemagne                    | Bora-Hansgrohe               | + 2 min 18 s                 |

| Classement du meilleur jeune | Classement du meilleur jeune | Classement du meilleur jeune | Classement du meilleur jeune | Classement du meilleur jeune |
| Coureur                      | Coureur                      | Pays                         | Équipe                       | Temps                        |
| ---------------------------- | ---------------------------- | ---------------------------- | ---------------------------- | ---------------------------- |
| 1er                          | Tobias Foss                  | Norvège                      | Uno-X Norwegian Development  | 16 h 33 min 39 s             |
| 2e                           | Steff Cras                   | Belgique                     | Belgique                     | + 0 s                        |
| 3e                           | Attila Valter                | Hongrie                      | Pannon                       | + 15 s                       |
| 4e                           | Andreas Leknessund           | Norvège                      | Uno-X Norwegian Development  | + 29 s                       |
| 5e                           | Viktor Verschaeve            | Belgique                     | Belgique                     | + 39 s                       |
| 6e                           | Kevin Inkelaar               | Pays-Bas                     | Roompot-Nederlandse Loterij  | + 42 s                       |
| 7e                           | Márton Dina                  | Hongrie                      | Pannon                       | + 48 s                       |
| 8e                           | Aleksandr Vlasov             | Russie                       | Gazprom-RusVelo              | + 52 s                       |
| 9e                           | Jonas Rutsch                 | Allemagne                    | Allemagne                    | + 1 min 50 s                 |
| 10e                          | Johannes Schinnagel          | Allemagne                    | Bora-Hansgrohe               | + 2 min 18 s                 |

| Classement par équipes | Classement par équipes      | Classement par équipes | Classement par équipes |
| Équipe                 | Équipe                      | Pays                   | Temps                  |
| ---------------------- | --------------------------- | ---------------------- | ---------------------- |
| 1re                    | CCC Sprandi Polkowice       | Pologne                | 49 h 41 min 06 s       |
| 2e                     | Belgique                    | Belgique               | + 19 s                 |
| 3e                     | Roompot-Nederlandse Loterij | Pays-Bas               | + 30 s                 |
| 4e                     | Quick-Step Floors           | Belgique               | + 1 min 34 s           |
| 5e                     | Uno-X Norwegian Development | Norvège                | + 1 min 34 s           |
| 6e                     | Elkov-Author                | Tchéquie               | + 1 min 54 s           |
| 7e                     | Adria Mobil                 | Slovénie               | + 2 min 03 s           |
| 8e                     | Gazprom-RusVelo             | Russie                 | + 2 min 59 s           |
| 9e                     | Bora-Hansgrohe              | Allemagne              | + 3 min 53 s           |
| 10e                    | Bardiani CSF                | Italie                 | + 5 min 18 s           |

| Classement par équipes | Classement par équipes      | Classement par équipes | Classement par équipes |
| Équipe                 | Équipe                      | Pays                   | Temps                  |
| ---------------------- | --------------------------- | ---------------------- | ---------------------- |
| 1re                    | CCC Sprandi Polkowice       | Pologne                | 49 h 41 min 06 s       |
| 2e                     | Belgique                    | Belgique               | + 19 s                 |
| 3e                     | Roompot-Nederlandse Loterij | Pays-Bas               | + 30 s                 |
| 4e                     | Quick-Step Floors           | Belgique               | + 1 min 34 s           |
| 5e                     | Uno-X Norwegian Development | Norvège                | + 1 min 34 s           |
| 6e                     | Elkov-Author                | Tchéquie               | + 1 min 54 s           |
| 7e                     | Adria Mobil                 | Slovénie               | + 2 min 03 s           |
| 8e                     | Gazprom-RusVelo             | Russie                 | + 2 min 59 s           |
| 9e                     | Bora-Hansgrohe              | Allemagne              | + 3 min 53 s           |
| 10e                    | Bardiani CSF                | Italie                 | + 5 min 18 s           |

### Classements UCI
La course attribue le même nombre de points pour l'UCI Europe Tour 2018 et le Classement mondial UCI (pour tous les coureurs).
| Position           | 1er | 2e | 3e | 4e | 5e | 6e | 7e | 8e | 9e | 10e | 11e | 12e | 13e à 15e | 16e à 25e |
| Classement général | 125 | 85 | 70 | 60 | 50 | 40 | 35 | 30 | 25 | 20  | 15  | 10  | 5         | 3         |
| Par étape          | 14  | 5  | 3  |    |    |    |    |    |    |     |     |     |           |           |
| Leader, par étape  | 3   |    |    |    |    |    |    |    |    |     |     |     |           |           |

## Évolution des classements
| Étape              | Vainqueur          | Classement général | Classement par points | Classement de la montagne | Classement du meilleur jeune | Classement du meilleur slovaque | Classement par équipes |
| ------------------ | ------------------ | ------------------ | --------------------- | ------------------------- | ---------------------------- | ------------------------------- | ---------------------- |
| P                  | Bob Jungels        | Bob Jungels        | Non décerné           | Non décerné               | Fabio Jakobsen               | Erik Baška                      | Quick-Step Floors      |
| 1                  | Julian Alaphilippe | Julian Alaphilippe | Martin Haring         | Giulio Ciccone            | Attila Valter                | Matúš Štoček                    | CCC Sprandi Polkowice  |
| 2                  | Rüdiger Selig      | Julian Alaphilippe | Julian Alaphilippe    | Giulio Ciccone            | Tobias Foss                  | Matúš Štoček                    | CCC Sprandi Polkowice  |
| 3                  | Matteo Pelucchi    | Julian Alaphilippe | Martin Haring         | Giulio Ciccone            | Tobias Foss                  | Matúš Štoček                    | CCC Sprandi Polkowice  |
| 4                  | Fabio Jakobsen     | Julian Alaphilippe | Martin Haring         | Giulio Ciccone            | Tobias Foss                  | Matúš Štoček                    | CCC Sprandi Polkowice  |
| Classements finals | Classements finals | Julian Alaphilippe | Martin Haring         | Giulio Ciccone            | Tobias Foss                  | Matúš Štoček                    | CCC Sprandi Polkowice  |